# 維利齊亞
51°29′29″N 24°3′15″E / 51.49139°N 24.05417°E
維利齊亞（烏克蘭語：Вілиця），是烏克蘭的村落，位於該國西部沃倫州，由科韋利區負責管轄，始建於1946年，面積0.4平方公里，海拔高度163米，2001年人口158，人口密度每平方公里394.01人。